# Милован Миловић
Милован Миловић (Рашка, 24. октобар 1980) је бивши српски фудбалер, који је играо на позицији одбрамбеног играча. Тренутно је помоћни тренер у Јавору из Ивањице.

## Каријера
Миловић је почео да игра фудбал у родној Рашки, у клубу Бане. Након тога прелази у Јавор из Ивањице, где 1999. године започиње и сениорску каријеру. Након 4 године, прелази у Партизан, где се ипак није наиграо и често бива на позајмицама. Ишао је на позајмицу у Обилић, Јавор и Бежанију. Након истека уговора са Партизаном, враћа се у матични Јавор, да би 2010. прешао у Војводину. Као и у Партизану, ни у Војводини се није наиграо, па је два пута послат на позајмицу, у Динамо из Тиране и Јавор. Након истека уговора, Миловић се поново враћа у Јавор, где игра до краја каријере коју завршава у јануару 2018. године. Са Јавором је у Купу Србије 2015/16. дошао до финала такмичења.
За репрезентацију Србије је одиграо једну утакмицу, против Јапана 7. априла 2010, у утакмици где су репрезентацију чинили играчи из Суперлиге Србије.

## Трофеји
Партизан
- Прва лига Србије и Црне Горе: 2004/05